# Manifattura di Domodossola
Manifattura di Domodossola SPA è una azienda italiana nata nel 1913, operante nel settore tessile e leader nella produzione di articoli intrecciati per le industrie della moda, della pelletteria e dell'arredamento.

## Storia
L'azienda nasce nel 1913, quando il suo fondatore Giuseppe Polli acquistò a Domodossola uno stabilimento che produceva grandi funi per navi, articoli intrecciati e passamanerie. Iscrisse nel 1918 l'azienda alla Camera di Commercio Americana in Italia e, nel 1919, subito dopo la Grande Guerra, fu tra i fondatori dell'Associazione degli industriali del territorio.
Durante la seconda guerra mondiale, lasciò il testimone ai figli Angelo e Gianfranco. Negli anni settanta subentrarono in azienda i nipoti del fondatore, Giuseppe e Mauro. L'ingresso dei due nipoti ha sviluppato l'attività verso la produzione di articoli di nicchia destinati alle fasce alte di mercato. Negli anni ottanta inizia lo studio e la produzione a macchina di cinture intrecciate elastiche e di cuoio. Una novità introdotta fu la cintura tubolare in cuoio, che essendo una novità mondiale prese il nome di "Prima". Negli anni novanta, ai prodotti intrecciati, vengono affiancati gli articoli eseguiti su grandi telai dai quali nascono le stuoie in cuoio, fibre tessili e di rame.
Nel 2007 entrano in azienda le pronipoti del fondatore, Giulia e Silvia, esponenti della quarta generazione Polli. Nello stesso anno l'azienda cambia sede: da Domodossola si sposta in un nuovo edificio a Villadossola. Tutta la produzione viene realizzata internamente in Italia e gran parte degli articoli vengono esportati e destinati alle grandi firme della moda.
Nel 2013 in occasione del suo primo secolo di storia ha pubblicato il libro Manifattura di Domodossola, 100 anni di industria dell'intreccio. Nel 2014 dà vita al marchio Athison per la pelletteria di fascia alta e il marchio Oxilla per l'arredo di residenze, hotel, yatch. Considerata un'impresa d'eccellenza, nel 2016 l'azienda ha aperto uno show-room a Tokyo.
Nel marzo 2020, in seguito all'esplosione del COVID-19, l'azienda ha recuperato un'attività considerata non più strategica riprendendo la produzione degli elastici per le mascherine protettive: 100000 m al giorno dati gratuitamente.
Nell'ottobre 2022, Manifattura di Domodossola sigla una collaborazione con il Museo Bagatti Valsecchi. 
Nel 2023 l'azienda festeggia i 110 anni di attività inaugurando nel centro di Domodossola il primo flagship store di Athison.

## Marche
All'inizio del suo secondo secolo di attività sono state inaugurate due divisioni aziendali che danno il nome anche alle loro marche:
- Athison: marca di alta pelletteria che comprende cinture, braccialetti, piccoli accessori e borse di lusso, da lavoro e da viaggio;
- Oxilla: marca di arredamento che comprende materiali di lusso per i rivestimenti di yacht, aerei, residenze private, negozi e hotel.